# Adercotryma
Adercotryma es un género de foraminífero bentónico de la subfamilia Adercotryminae, de la familia Adercotrymidae, de la superfamilia Trochamminoidea, del suborden Trochamminina, y del orden Trochamminida. Su especie tipo es Lituola glomerata. Su rango cronoestratigráfico abarca el Holoceno.

## Discusión
Clasificaciones previas hubiesen incluido Adercotryma en la subfamilia Ammosphaeroidininae, de la familia Ammosphaeroidinidae, así como en el suborden Textulariina del orden Textulariida. Otras clasificaciones lo han incluido en el orden Lituolida.

## Clasificación
Adercotryma incluye a las siguientes especies:
- Adercotryma agterbergi
- Adercotryma glomerata
  - Adercotryma glomerata antarctica
- Adercotryma kuhnti
- Adercotryma wrighti